# Epson PX-8

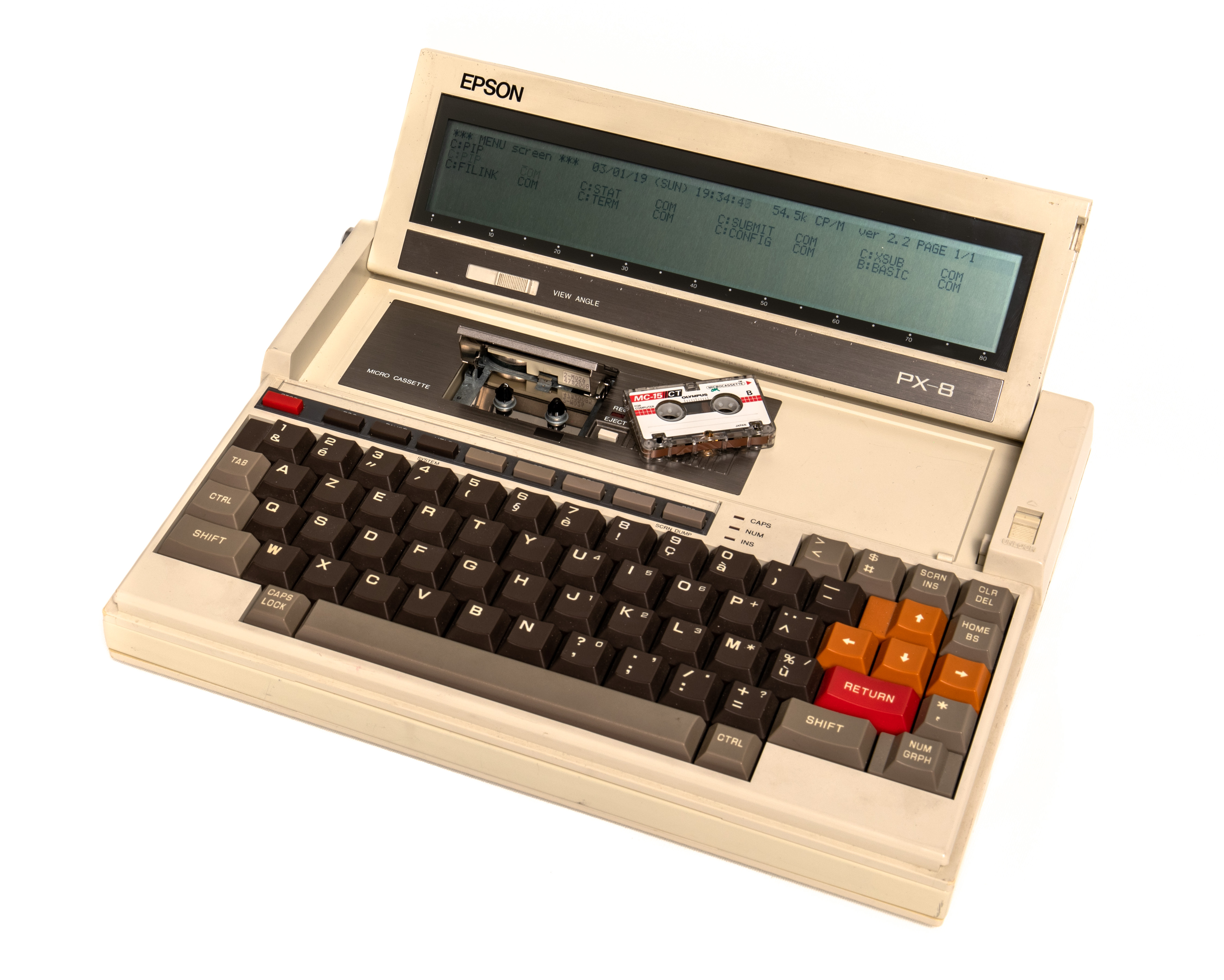
Epson PX-8

Epson PX-8 è un computer portatile a 8 bit prodotto nel 1984 dalla Epson.
Apparteneva a una nuova generazione di portatili, in grado di stare comodamente dentro una ventiquattrore e di competere, per prestazioni e prezzo, con buoni computer da tavolo, mentre fino a poco tempo prima i portatili erano ancora sistemi piuttosto limitati. In particolare il sistema operativo del PX-8 è il CP/M, all'epoca uno standard già affermato sui computer da tavolo.
Fu commercializzato anche come HC-88 in Giappone e Geneva negli Stati Uniti.
L'uso di un processore a 8 bit (Toshiba Z84, una variante CMOS dello Zilog Z80), di un sistema operativo già un po' datato e di un display non visibilissimo non lo rendevano tecnologicamente all'avanguardia, ma era un sistema valido per le esigenze di molti e in una fascia di prezzo conveniente, a differenza ad esempio di un potente HP 110.

## Caratteristiche
Le sue dimensioni sono di 29 x 21,5 x 4,5 cm, circa come un foglio A4, notevolmente ridotte e inferiori all'Olivetti M10, con maniglia retrattile.
Il peso è di circa 2,3 kg.
Anche la robustezza era buona per la portabilità: il display è richiudibile e sulla tastiera, quando si chiude, si può mettere una copertura in plastica, che oltretutto può alloggiare anche la guida rapida cartacea dei comandi.
Lo schermo è un display LCD da 80 colonne per 8 linee, che può visualizzare lettere maiuscole e minuscole, nonché un ampio set di caratteri grafici, in parte ridefibili dall'utente. Il display è apribile con inclinazione fino a 180° ed è dotato di un piccolo cursore sottostante, chiamato Viewangle, che permette di regolare il contrasto. La visibilità comunque non era delle migliori, a causa dei pixel molto piccoli, e la velocità del display è molto bassa, ma questo era abbastanza normale per un LCD.
La tastiera era di buona qualità e inclinabile con piedini retrattili. Non è presente il tastierino numerico (sostituibile all'occorrenza da alcuni tasti alfabetici), ma ci sono i tasti freccia.
Tra la tastiera e lo schermo si trova il registratore a cassette, che fa uso di microcassette con meccanica Olympus, ed è completamente controllato via software, compreso il contagiri digitale che si può far apparire sul display. La capacità su una microcassetta C30 è di circa 30 kB, sufficientemente elevata all'epoca. Un vicino altoparlatino consente di ascoltare anche la cassetta usata come audiocassetta.
Le numerose porte di interfaccia sul retro includono altoparlante esterno, convertitore analogico-digitale a 6 bit, lettore di codici a barre, bus di sistema, seriale RS-232C, seriale per lettore di floppy o stampante, caricatore della batteria.
Da uno sportellino sotto il computer è possibile inserire due ROM di software applicativo, non sotto forma di cartucce ma di microchip "nudi", comunque sostituibili in modo facile e veloce per l'utente.
Proprio in questo formato ROM la Epson forniva il BASIC e i programmi transienti del CP/M. Il PX-8 poteva essere acquistato anche con altre tre ROM incluse: la videoscrittura WordStar, il foglio elettronico CalcStar e l'agenda elettronica Scheduler, tutti in versioni Portable adattate allo schermo di 8 righe.